# شبکه پویا
شبکه پویا یکی از کانال‌های شبکه کودک تلویزیون دولتی کشور  ایران است که در سازمان صدا و سیمای جمهوری اسلامی ایران مدیریت می‌شود. شبکه پویا ششمین شبکه تلویزیونی ایران بود که تنها به‌صورت دیجیتال پخش می‌شد. این شبکه از ساعت ۸ صبح تا ۱۴ ظهر پخش می‌شود.

## تاریخچه
پس از اجرای سیستم پخش دیجیتال و گسترش این سیستم در ایران، تعداد شبکه‌های سراسری افزایش یافت که در این راستا پس از افتتاح شبکه مستند، شبکه شما، شبکه بازار، شبکه نمایش و شبکه ورزش، شبکه پویا در ۲۸ تیر ۱۳۹۱ مصادف با ایام شعبانیه با حضور محمود احمدی‌نژاد رئیس‌جمهور ایران افتتاح رسمی شد و در فرستنده سوم تهران قرار گرفت. در این دوران، شبکه پویا زیر نظر مرکز پویانمایی صبا فعالیت می‌کرد.
از ۲۰ اردیبهشت ۱۳۹۴، با راه‌اندازی شبکه کودک و نوجوان، کانال پویا به این شبکه منتقل شد و از اول مهر ۱۳۹۴، پخش آزمایشی خود را برای خردسالان زیر شش سال آغاز کرد.
در ۱۱ بهمن ۱۳۹۴، پخش تصویر این کانال از ابعاد ۴:۳ به ۱۶:۹ ارتقا یافت. سپس در ۲۸ فروردین ۱۳۹۵ از هویت بصری جدید این کانال رونمایی شد.

## سیاست‌های برنامه‌سازی
براساس سیاست‌های اعلام شده از سوی شبکه کودک، ۸۰ درصد برنامه‌های کانال پویا، انیمیشن و ۲۰ درصد آن، لایواکشن (Live Action) است. همچنین ۵۰ درصد برنامه‌ها، ساخت ایران و نیم دیگر، ساخت کشورهای دیگر می‌باشد. برنامه‌های این کانال، به‌طور میانگین ۷ دقیقه‌ای هستند.

## کانال خردسال
برنامه‌های ویژه خردسالان، در قالب کانال پویا هر روز از ساعت ۰۸:۰۰ صبح آغاز و در ساعت ۱۴:۰۰ به پایان می‌رسد و بعد از آن پخش برنامه‌های کانال نهال آغاز می‌شود.

## مدیریت
نخستین مدیر شبکه پویا، حسین ساری بود. در ۲۵ آذر ۱۳۹۳، علی بخشی‌زاده از مدیریت شبکه دو برکنار و به‌عنوان مدیر شبکه پویا منصوب شد. علی‌اصغر پورمحمدی معاون سیمای رسانه ملی در تاریخ ۲۰ اردیبهشت سال ۱۳۹۴ طی حکمی محمد سرشار را به‌سمت ریاست شبکه کودک و نوجوان سیما منصوب کرد و کانال پویا زیرمجموعه این شبکه قرار گرفت. دوره مدیریت محمد سرشار در اسفند ماه سال ۱۴۰۰ پایان یافت.
در تاریخ ۱۸ تیر ۱۴۰۱ محسن برمهانی معاونت سیما در حکمی محمد صادق باطنی را به عنوان سرپرست شبکه کودک منصوب کرد.

## شبکه مثبت پویا
به غیر از شبکه پویا، شبکه خواهر (مثبت پویا) اکنون در حال پخش است و هویت بصری این شبکه در شبکه سپهر پخش شد و شعار این شبکه رویای کودکانه است.

## نشان‌واره‌ها

لوگوی قبلی شبکه پویا (۱۳۹۴ _ ۱۳۹۱)
لوگوی جدید شبکه پویا (۱۳۹۵ _ تاکنون)